# Billung

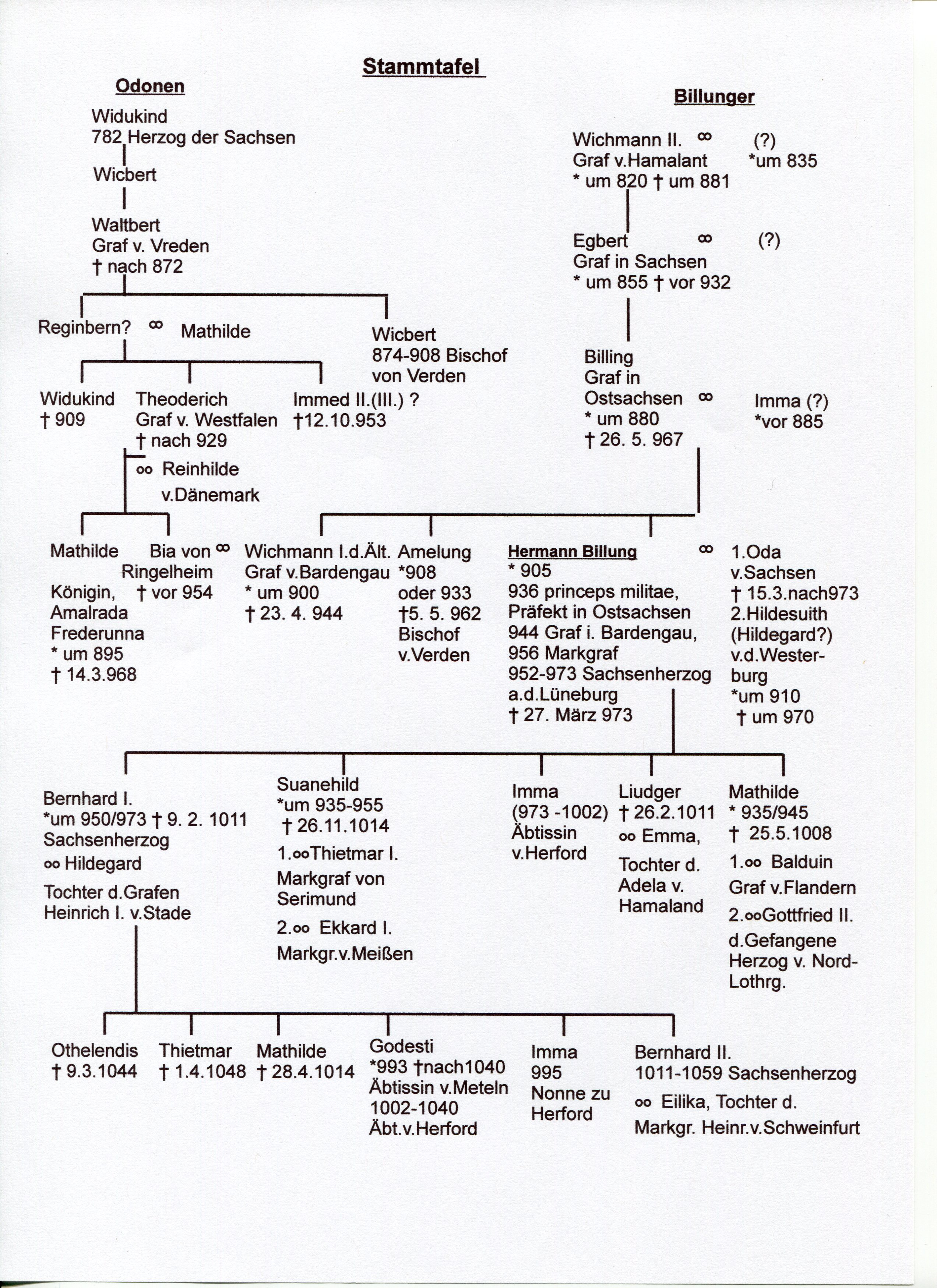
Mapa descriptivo.

La Casa de Billung fue una dinastía de nobles sajones desde el siglo IX hasta el XII.
El primer miembro conocido de la familia fue el conde Wichmann, mencionado como un Billung en 811. Oda, la esposa del conde Liudolfo de Sajonia, el miembro más antiguo conocido de la dinastía otoniana (llamada asimismo Liudolfinger), también era una Billung. 
En el siglo X, la propiedad de la familia estaba centrada en el Bardengau en torno a Luneburgo y controlaban la Marca Billunga, que recibió de ellos ese nombre. A mediados del siglo, cuando los duques sajones de la Casa liudolfinga se habían convertido también en reyes germanos, el rey Otón el Grande confirió cada vez más su autoridad ducal a Herman Billung. Durante cinco generaciones, la Casa de Billung gobernó el ducado de Sajonia.
La casa se fundió con las dinastías Güelfa y Ascania cuando el duque Magnus murió en 1106 sin hijos; la propiedad de la familia se dividió entre sus dos hijas: Wulfhilda se casó con el duque Enrique IX de Baviera, un miembro de la dinastía güelfa; su hija Eilika se casó con el conde Otón de Ballenstedt, un ascanio. Como consecuencia de esto, durante las siguientes décadas el control sobre Sajonia fue disputado entre los güelfos y los ascanios. 
Los duques Billung de Sajonia fueron:
- Herman, m. 973, que posiblemente nunca fuera investido formalmente como duque, aunque ejerció toda la autoridad, por delegación de Otón I.
- Bernardo I, m. 1011
- Bernardo II, m. 1059
- Ordulfo, m. 1072
- Magnus, m. 1106

- Datos: Q689402
- Multimedia: House of Billung / Q689402